# 펑원잉

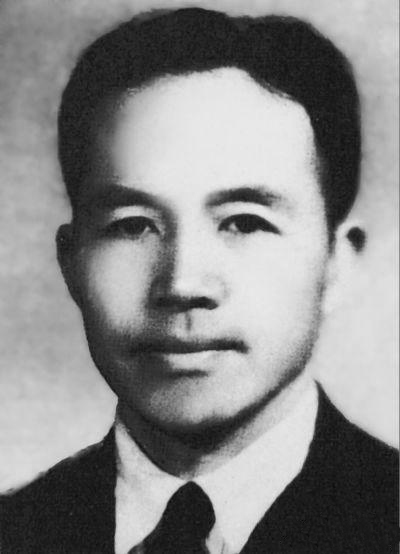
펑원잉

펑원잉(중국어: 彭文应, 1904년 6월 27일 ~ 1962년 12월 15일)은 중화인민공화국의 정치인이다.
장시성 지안시 안푸현에서 출생하였고, 1923년~1924년 칭화 대학에서 학교 신문 <칭화주간(淸華週刊)> 기자, 편집자 등으로 활동하였다. 1925년 졸업 후, 유학하여 1927년에는 위스콘신 대학에서 정치학 학사를 졸업하였고, 1932년 컬럼비아 대학에서 정치학 석사 학위를 받은 후, 1940년대 말까지 상하이 광화 대학 등에서 법학 교수를 지냈다.
제2차 세계 대전 종전 이후에는, 1945년부터 상하이시 중국민주정단동맹 위원회에서 조직 간부를 맡았다. 중공 정부 성립 후에는, 1949년 11월 민주동맹 상하이 중앙위원회 위원, 1951년 10월 민주동맹 상하이 중앙위원회 부주임 위원 등직에 있었고, 1957년~1958년 중화인민공화국 내 반우파운동 도중에는 중국민주동맹의 전 지도자 뤄룽지 등과 함께 자산계급의 정치계 반동 지식 분자로 지목되어 마오쩌둥과 저우언라이 정부에서 박해를 받았다. 탄압을 받고 치료차 입원 중에 상하이의 한 병원에서 58세로 숨졌다.